# Minster Mountain
Minster Mountain är ett berg i Antarktis. Det ligger i Östantarktis. Australien gör anspråk på området. Toppen på Minster Mountain är 1 649 meter över havet, eller 245 meter över den omgivande terrängen. Bredden vid basen är 2,9 km.
Terrängen runt Minster Mountain är huvudsakligen kuperad. Trakten är obefolkad. Det finns inga samhällen i närheten.